# OpenOffice.org Base
OpenOffice.org Base és una aplicació que forma part de la suite d'ofimàtica OpenOffice.org des de la versió 2. És comparable amb el programari Microsoft Access de la suite ofimàtica Microsoft Office de Microsoft: gestió de bases de dades. La principal diferència és que Base és programari lliure (GNU) i es pot descarregar des d'Internet de manera totalment gratuïta.
Base integra la manipulació de base de dades amb l'OpenOffice.org. És possible crear i modificar taules, formularis, consultes i informes bé sigui fent servir el sistema gestor de bases de dades HSQL que s'inclou amb el programa o bé sigui emprant qualsevol altre. L'aplicació proporciona diferents assistents, vistes de disseny, i vistes en mode SQL per als usuaris principiants i més avançats.

## Característiques
Base inclou una versió completa del SBDG HSQL que registra totes les dades en fitxers amb format XML. També es pot accedir de forma nativa a fitxers DBase per a realitzar treballs simples.
Per a tasques més avançades, Base proporciona suport natiu per a diferents bases de dades (Adabas D, ADO, Microsoft Access, MySQL), o qualsevol altra base de dades si es fan servir els connectors ODBC i JDBC. També suporta les agendes LDAP, Microsoft Outlook, Microsoft Windows i Mozilla.
Tota la suite ofimàtica OpenOffice.org és multiplataforma. Els principals sistemes operatius en els quals pot funcionar són Microsoft Windows, Linux i Solaris; també s'ha programat una versió per Mac OS X.